# Planet Stories
Planet Stories — американский бульварный научно-фантастический журнал, выходивший в издательстве Fiction House с 1939 по 1955 год. В нём публиковались истории о межпланетных приключениях, действие которых разворачивалось как в космосе, так и на других планетах; изначально журнал ориентировался на молодых читателей. Редактором 71 номера был Малкольм Рейсс. Planet Stories был запущен одновременно с журналом комиксов Planet Comics, успех которого, вероятно, позволил выделять средства на первые номера Planet Stories. Журнал платил недостаточно высокие гонорары, чтобы привлекать ведущих писателей-фантастов того времени, но иногда удавалось получить работы известных авторов, включая Айзека Азимова и Клиффорда Саймака. В 1952 году Planet Stories опубликовал первую работу Филипа Дика, а в течение следующих трёх лет напечатал ещё четыре его произведения.
Два писателя, теснее всего связанные с Planet Stories, — это Ли Брэкетт и Рэй Брэдбери, оба создавали истории о романтизированной версии Марса, которая во многом напоминала Барсум из произведений Эдгара Райса Берроуза. Среди работ Брэдбери для журнала Planet Stories можно отметить ранний рассказ из серии «Марсианские хроники». Самая известная работа Брэкетт для журнала — серия приключений Эрика Джона Старка, начавшаяся летом 1949 года. Брэкетт и Брэдбери вместе работали над произведением «Лорелея красной мглы», которое появилось в 1946 году; в целом оно было хорошо принято, хотя в одном из писем в журнал читатель жаловался, что описание секса (довольно скромное по современным стандартам) было чрезмерно откровенным. В художественном оформлении журнала также часто делался акцент на привлекательных женщинах: почти на каждой обложке изображалась скудно одетая «дама в беде» или принцесса-инопланетянка.
В последние годы издательство Paizo Publishing возродило бренд как импринт для научно-фантастических и фэнтези-книг.

## История публикаций

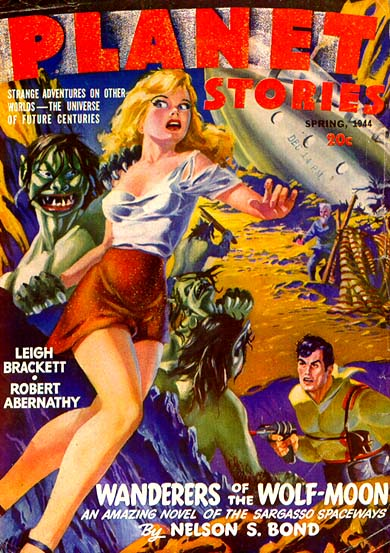
В 1944 году Planet Stories вышел с обложкой, нарисованной, известным благодаря своим иллюстрациям к рассказам ужасов. Это единственная обложка Ингельса для научно-фантастического журнала

Хотя научно-фантастические произведения выходили и до 1920-х годов, о формировании отдельного жанра с собственным рынком нельзя было говорить до появления в 1926 году журнала Amazing Stories, издаваемого Хьюго Гернсбеком. К концу 1930-х годов в отрасли начался первый бум. Fiction House, крупный издатель бульварных произведений, столкнулся с трудностями во время Великой депрессии, но после перезапуска в 1934 году добился успеха благодаря детективным и романтическим изданиям. Первым изданием Fiction House с элементами научной фантастики был Jungle Stories, выпущенный в начале 1939 года. Журнал не был посвящён исключительно научной фантастике, но сюжеты публикуемых произведений часто затрагивали близкие мотивы, например, выживших из Атлантиды. В конце 1939 года Fiction House решил добавить в свою линейку научно-фантастический журнал: он назывался Planet Stories и издавался Love Romances, дочерней компанией, созданной для публикации романтических произведений. Первый номер вышел зимой 1939 года. Одновременно были выпущены два комикса: Jungle Comics и Planet Comics; оба издавались ежемесячно, тогда как Planet Stories выходил ежеквартально, и вполне вероятно, что именно успех комиксов позволил финансировать первые выпуски Planet Stories.
Малкольм Рейсс редактировал Planet Stories с самого начала и сохранял редакторский надзор и контроль вплоть до окончания выпуска журнала, хотя он не всегда указывался в качестве редактора в выходных данных; если в подготовке выпуска принимали участие и другие редакторы, он указывался как «главный редактор» (англ. managing editor). Первым должность второго редактора занял Уилбур Пикок, который занимался подготовкой осеннего номера 1942 года и проработал до осени 1945 года, после чего на три номера его заменил Честер Уайтхорн, а затем с осени 1946 года и до весны 1950 года — Пол Пейн.
Начиная с выпуска за лето 1950 года редактором стал Джером Биксби, который уже редактировал Jungle Stories. Вскоре после этого Planet Stories перешли с ежеквартального графика выпусков на двухмесячный. Биксби продержался чуть больше года; Малкольм Рейсс снова занял пост редактора в сентябре 1951 года, а тремя выпусками позже, в марте 1952 года, редактором стал Джек О’Салливан. Проведённое исследование рынка показало, что в 1953 году ставки оплаты составляли всего один-два цента за слово, что было существенно меньше, чем у ведущих журналов того времени. Начиная с летнего номера 1954 года Planet Stories вернулся к ежеквартальному графику выпусков, но рынок бульварной литературы стремительно сокращался, и летний номер 1955 года стал последним.

## Содержание и критика

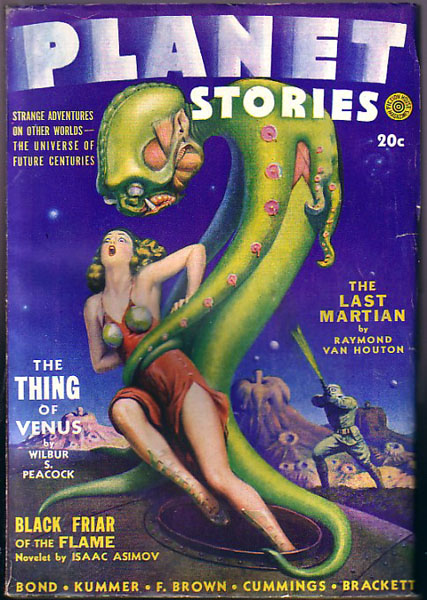
Характерная обложка Planet Stories Александра Лейденфроста. Planet Stories был одним из журналов, сделавших «» важным элементом научной фантастики

Издательство Fiction House, очевидно, приняло решение запустить Planet Stories так быстро, что у Рейсса было слишком мало времени для получения новых произведений, поэтому для заполнения первого номера он работал с Юлиусом Шварцем и агентами других авторов. Результаты были довольно заурядными, но благодаря энергичности Рейсса в последующих выпусках получилось повысить качество литературы, хотя иногда он извинялся перед читателями за то, что печатал слабые материалы. Журнал был посвящён исключительно межпланетным приключениям, часто происходящим в примитивных обществах, которые сейчас можно было бы отнести к жанру «меча и магии», и ориентировался на молодую аудиторию. В результате получилась смесь так называемой космической оперы и межпланетной романтики — мелодраматических рассказов о приключениях на чужих планетах и в космосе. В первые годы существования Planet Stories полагался на нескольких авторов, создававших большую часть публикуемых произведений, при этом Нельсон Бонд написал восемь основных работ, некоторые из которых были романами. Ещё четырнадцать написали Рэй Каммингс и Росс Роклинн; Ли Брэкетт также была регулярным автором, за всё время существования журнала было опубликовано семнадцать её произведений.
Колонка с письмами в Planet Stories называлась «Визиграф», она была довольно популярной, журнал получал длинные письма от заинтересованных читателей. В ней часто печатались письма известных писателей, а также поклонников журнала, которые впоследствии стали широко известны в профессиональном плане: письма Деймона Найта описываются историком научной фантастики Майком Эшли как «легендарные»; Роберт Сильверберг прокомментировал в письме в летний номер 1950 года, что у Рэя Брэдбери «определённо есть несколько оригинальных, а то даже и хороших идей». Редакторы приложили немало усилий, чтобы колонка с письмами была дружелюбной и живой: писатель и редактор Роберт Лаундес вспоминал, что «Рейсс был искренним и вежливым, Уилбур [Пикок] любил снимать пиджак, чтобы стать ближе к читателям».
Несмотря на акцент на мелодраматических приключениях в космосе, качество художественных произведений в Planet Stories росло в течение следующих нескольких лет, во многом благодаря работам Брэкетт и Брэдбери. Оба писателя создали множество историй, происходивших на романтизированных версиях Марса, что во многом объясняется влиянием Барсума Эдгара Райса Берроуза. Стиль произведений Брэкетт улучшался в течение 1940-х годов; от шаблонных приключенческих произведений она перешла к более зрелым работам, и стала самым успешным автором межпланетных романтических историй своего времени. Она написала хорошо принятую серию рассказов об авантюристе Эрике Джоне Старке, начало которой было положено в летнем номере 1949 года рассказом «Королева марсианских катакомб». Её творчество оказало сильное влияние на других писателей, в частности на Гарднера Фокса, Лин Картер и Марион Циммер Брэдли. Позже Брэкетт утверждала, что «так называемая космическая опера — это народная сказка, героическая легенда нашего времени в истории». Критик научной фантастики Джон Клют положительно отозвался о Planet Stories отметив, что «содержание было гораздо более сложным, чем обложки».

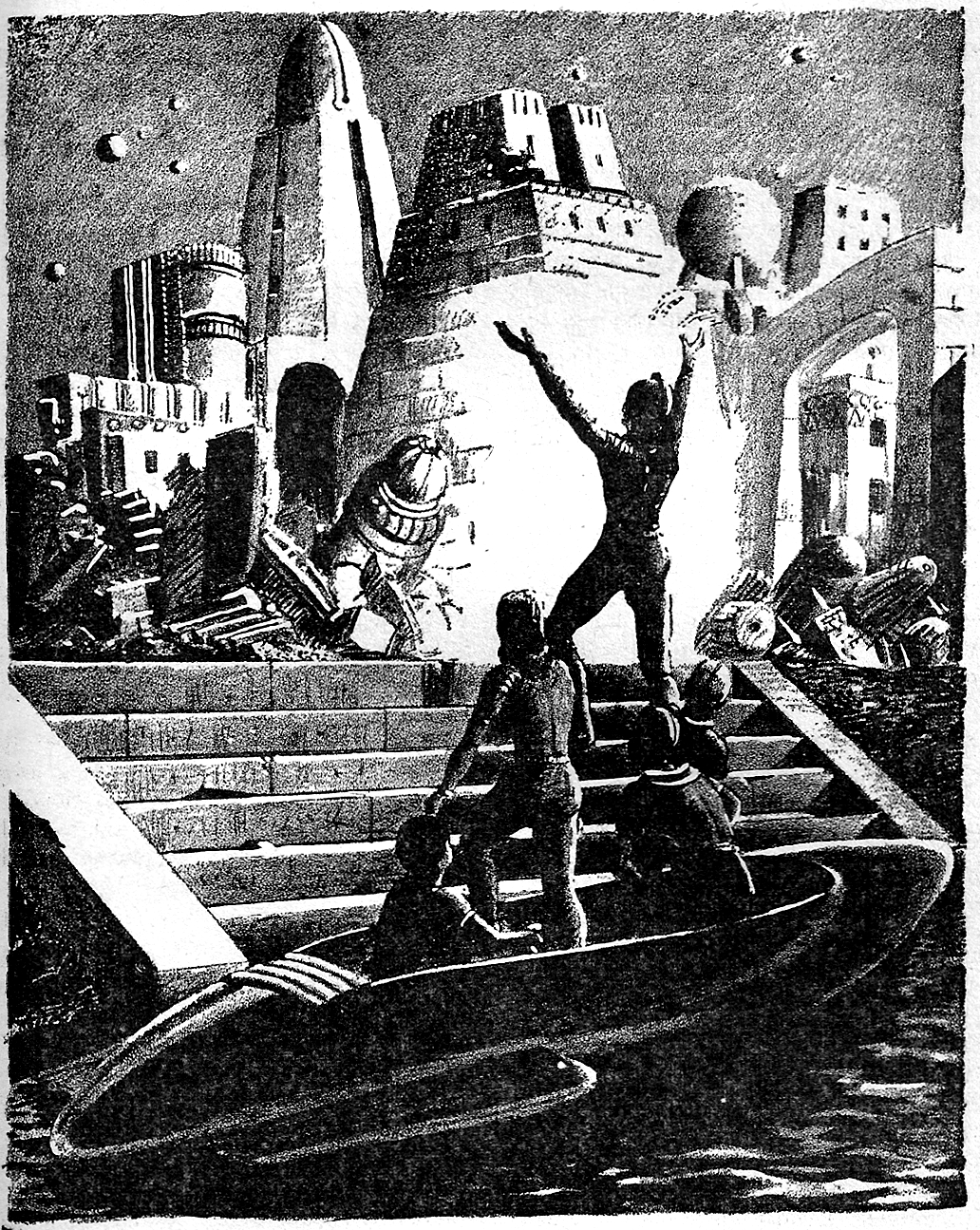
Иллюстрация Александра Лейденфроста к произведению Брэдбери «Каникулы на Марсе» («Пикник на миллион лет»)

Среди работ Брэдбери для Planet Stories были два рассказа, которые он позже добавил в «Марсианские хроники», в том числе «Каникулы на Марсе» («Пикник на миллион лет»); до этого было опубликовано только одно произведение этой серии. Он также совместно с Бреккет написал основанный на её идее рассказ «Лорелея красной мглы», впервые опубликованный в летнем номере 1946 года. Его рассказы для Planet Stories демонстрируют сомнения в отношении технологического прогресса, в частности эта тема видна в «Золотых яблоках солнца» (ноябрь 1953 года) и «И грянул гром» (январь 1954 года, перепечатано из выпуска Collier’s Weekly от 28 июня 1952 года). Работы Брэдбери для Planet Stories рассматриваются историком бульварной литературы Тимом де Форестом, как «самый важный вклад журнала в жанр».
Среди других известных писателей, появлявшихся на страницах Planet Stories, можно отметить Айзека Азимова, Клиффорда Саймака, Джеймса Блиша, Фредрика Брауна и Дэймона Найта. Произведение Азимова, первоначально озаглавленное «Паломничество», появилось в 1942 году; у Азимова никак не получалось продать эту работу в другие издательства и он несколько раз переписывал её для разных редакторов, добавляя религиозный элемент по просьбе Джона Кэмпбелла и удаляя его снова, когда Малкольм Рейсс просил внести новые правки. Рейсс купил произведение, но изменил название на «Чёрный монах пламени».
Джером Биксби, занявший пост редактора в 1950 году, также был писателем и хорошо разбирался в научной фантастике, хотя сам в основном писал вестерны. За время своего короткого пребывания в должности Биксби много сделал для улучшения журнала, убедив именитых авторов писать более качественные работы и найдя необычные сюжеты на тему межпланетных приключений, такие как опубликованная в марте 1951 года «Дуэль на Сиртисе» Пола Андерсона о землянине, выслеживающем инопланетянина на Марсе, и «Инкубы на планете X» Теодора Старджона об инопланетянах, похищающих земных женщин. После ухода Биксби в 1952 году главным вкладом Planet Stories в развитие жанра стало открытие писателя Филипа Дика, чья первая проданная работа «Там простирается вуб» появилась в июльском номере 1952 года. В течение следующих двух лет Дик продал Planet Stories ещё четыре истории, в том числе «Джеймс П. Кроу», в которой человек страдает от дискриминации в мире роботов.
Planet Stories явно ориентировался на молодую аудиторию, и одновременный запуск в 1939 году Planet Comics, возможно, сыграл важную роль в привлечении молодых читателей к научной фантастике, но Эшли предполагает более вероятным, что Planet Stories привлекал закоренелых поклонников этого жанра, которые «всё ещё тосковали по заре научной фантастики». Критик и историк научной фантастики Томас Кларесон отмечал, что «Planet, казалось, был обращён назад, в 1930-е годы и ранее», и это впечатление усиливалось благодаря широкому использованию иллюстраций Фрэнка Пауля, который был художником обложек для ранних журналов Гернсбека в 1920-е годы. Узнаваемый стиль Пауля прочно ассоциировался с научной фантастикой ранних лет. Обложки также были драматичными: с красивыми женщинами (иногда людьми, иногда принцессами с других планет) и угрожающими пришельцами. До конца 1946 года на обложке размещался подзаголовок Strange Adventures on Other Worlds – The Universe of Future Centuries (с англ. — «Странные приключения в иных мирах — вселенная будущих веков»).

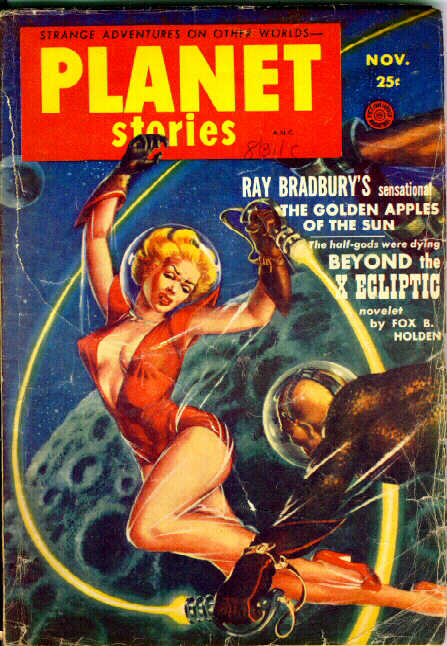
Ноябрьский выпуск 1953 года, автор обложки — Келли Фрис. Виден «половой диморфизм», о котором говорил Гарри Гаррисон, а также новый логотип, впервые появившийся в весеннем выпуске 1947 года

Хотя почти каждое опубликованное в Planet Stories произведение можно было описать как космическую оперу, подход к основным темам различался от работы к работе. Иногда угрозе подвергалась Земля, но чаще действия происходили в других мирах, а земляне лишь участвовали в местных конфликтах. В историях часто присутствовали прекрасные местные принцессы, хотя романтические мотивы были довольно стереотипными. Исключением можно считать произведения Ли Брэкетт, которая описывала своих героинь как «обычно стервозных — страстных и вспыльчивых, но храбрых и умных» (слово «стервозные» использовано в качестве комплимента). Во время Второй мировой войны именно в Planet Stories читатель чаще всего сталкивался с женскими персонажами, которые не были просто причиной конфликта персонажей-мужчин, но и сами могли сражаться. Сам секс долгое время был табу для бульварных журналов, но некоторые публиковавшиеся в Planet произведения изображали сексуальность более прямо, чем это дозволялось в конкурирующих журналах. Не все читатели были согласны с таким подходом: автор одного из писем 1949 года поддерживал «отказ от табу», но автор письма 1946 года возражал против публикации «Лорелеи красной мглы», написав, что ему понадобилась «пинта листерина, чтобы смыть послевкусие грязи». Иллюстрации на обложках обычно также содержали намёки на секс, что писатель и критик научной фантастики Гарри Гаррисон сардонически описывал как «половой диморфизм в космосе»: тяжёлые функциональные скафандры для мужчин и прозрачные костюмы, сквозь которые можно было увидеть бикини или купальники для женщин.
Ханнес Бок внёс значительный вклад в подготовку внутренних иллюстраций, а обложки в первые годы часто создавались Алленом Андерсоном. Позднее автором многих обложек стал Келли Фрис. Одним из лучших художников, работавших с Planet, был Александр Лейденфрост, чьи работы, по словам Клэресона, «воплощали многое из того, что Planet Stories представляли собой в 1940-х годах», хотя обложки Лейденфроста были менее впечатляющими, чем внутренние чёрно-белые иллюстрации. Художник и историк научной фантастики Дэвид Харди охарактеризовал чёрно-белые иллюстрации Лейденфроста как «почти рембрандтовские в его использовании света и тени».

## Библиографические данные
| |      | Весна | Весна | Весна | Лето | Лето | Лето | Осень | Осень | Осень | Зима | Зима |
| | Янв  | Фев   | Мар   | Апр   | Май  | Июн  | Июл  | Авг   | Сен   | Окт   | Ноя  | Дек  |
| --- | ---- | ----- | ----- | ----- | ---- | ---- | ---- | ----- | ----- | ----- | ---- | ---- |
| 1939 |      |       |       |       |      |      |      |       |       |       |      | 1/1  |
| 1940 |      |       | 1/2   |       |      | 1/3  |      |       | 1/4   |       |      | 2/1  |
| 1941 |      |       | 1/6   |       |      | 1/7  |      |       | 1/8   |       |      | 1/9  |
| 1942 |      |       | 1/10  |       |      | 1/11 |      |       | 1/12  |       |      | 2/1  |
| 1943 |      |       | 2/2   |       | 2/3  |      |      |       | 2/4   |       |      | 2/5  |
| 1944 |      |       | 2/6   |       |      | 2/7  |      |       | 2/8   |       |      | 2/9  |
| 1945 |      |       | 2/10  |       |      | 2/11 |      |       | 2/12  |       |      | 3/1  |
| 1946 |      |       | 3/2   |       |      | 3/3  |      |       | 3/4   |       |      | 3/5  |
| 1947 |      |       | 3/6   |       |      | 3/7  |      |       | 3/8   |       |      | 3/9  |
| 1948 |      |       | 3/10  |       |      | 3/11 |      |       | 3/12  |       |      | 4/1  |
| 1949 |      |       | 4/2   |       |      | 4/3  |      |       | 4/4   |       |      | 4/5  |
| 1950 |      |       | 4/6   |       |      | 4/7  |      |       | 4/8   |       | 4/9  |      |
| 1951 | 4/10 |       | 4/11  |       | 4/12 |      | 5/1  |       | 5/2   |       | 5/3  |      |
| 1952 | 5/4  |       | 5/5   |       | 5/6  |      | 5/7  |       | 5/8   |       | 5/9  |      |
| 1953 | 5/10 |       | 5/11  |       | 5/12 |      | 6/1  |       | 6/2   |       | 6/3  |      |
| 1954 | 6/4  |       | 6/5   |       | 6/6  |      | 6/7  |       | 6/8   |       |      | 6/9  |
| 1955 |      |       | 6/10  |       |      | 6/11 |      |       |       |       |      |      |
| Выпуски Planet Stories по томам/номерам. Подчёркивание означает, что номер обозначался по кварталам (например, «Осень 1949»), а не по месяцам. Цветом обозначен редактор номера: Малкольм Рейсс Уилбур Пикок Честер Уайтхорн Пол Пейн Джером Биксби Джек О’Салливан |      |       |       |       |      |      |      |       |       |       |      |      |

Редакторами Planet Stories были:
- Малкольм Рейсс (зима 1939 — лето 1942);
- Уилбур Пикок (осень 1942 — осень 1945);
- Честер Уайтхорн (зима 1945 — лето 1946);
- Пол Пейн (осень 1946 — весна 1950);
- Джером Биксби (лето 1950 — июль 1951);
- Малкольм Рейсс (сентябрь 1951 — январь 1952);
- Джек О’Салливан (март 1952 — лето 1955).

Все 71 выпуск Planet Stories вышли в характерном для бульварных журналов формате. На протяжении большей части существования журнала номера состояли из 128 страниц и стоили по 20 центов. В ноябрьском выпуске 1950 года количество страниц было сокращено до 112, а цена поднялась до 25 центов. Количество страниц было уменьшено до 96 для одного выпуска за март 1952 года, но затем вернулось к 112 до лета 1954 года, когда оно снова было уменьшено до 96 страниц для последних пяти выпусков.
Изначально Planet выходил ежеквартально. В 1943 году была предпринята попытка перейти на двухмесячный график выпусков: появились мартовский и майский номера, но следующий выпуск имел обозначение «Осень 1943 года», тем самым открывая ещё один период ежеквартальных публикаций. За осенним выпуском 1950 года последовал ноябрьский выпуск 1950 года, так начался период двухмесячных публикаций, продолжавшийся до майского выпуска 1954 года, за которым последовал летний выпуск 1954 года. Ежеквартальный график выпусков сохранялся вплоть до закрытия журнала; лишь зимний выпуск того же года имел обозначение «Зима 1954/55». Нумерация томов была единообразной на протяжении всей истории публикации журнала: пять томов из 12 выпусков и последний том из 11; три выпуска имели неправильную нумерацию на корешках (но не на обложках): выпуск 5/10 на корешке обозначался как 5/8; выпуск 5/11 обозначался как 6/3; выпуск 6/11 обозначался как 6/12.
Британское переиздание выходило в период с марта 1950 по сентябрь 1954 года; номера были пронумерованы, но не датированы, и сильно урезаны: всего от 64 до 68 страниц в выпуске. Известно о двенадцати номерах журнала, ходили слухи о выпуске тринадцатого номера, но никто из библиографов научной фантастики его не видел. Издателем была компания Pembertons, хотя некоторые источники указывают, что первый выпуск вышел в издательстве Streamline Publications. В выпусках 7 и 8 британского издания также содержались не художественные произведения, перепечатанные из Startling Stories и Thrilling Wonder. Канадское издание выпускалось American News Company с осени 1948 года по март 1951 года, всего увидело свет двенадцать выпусков, идентичных соответствующим выпускам для США.

### Связанные публикации
Летом 1950 года издательство Fiction House начало выпускать сопутствующий журнал. Он назывался Two Complete Science-Adventure Books (с англ. — «Две полные научно-приключенческие книги»), задумка состояла в том, чтобы печатать два произведения в одном номере. Журнал выходил три раза в год до весны 1954 года. В 1953 году Fiction House запустило переиздание журнала под названием Tops in Science Fiction, в котором печатались рассказы, ранее уже публиковавшиеся в Planet. Было выпущено всего два номера, второй из которых почти не распространялся.
Производная антология The Best of Planet Stories №1, появилась в 1975 году в издании Ballantine Books под редакцией Ли Брэкетт и содержала семь рассказов за период с 1942 по 1952 год. Изначально предполагалось, что это будет первая книга в серии, но остальные тома так и не были опубликованы.

### Комментарии
1. ↑  В 1944 году ставки оплаты составляли всего один-два цента за слово[8].
2. ↑  По словам Томаса Клэресона, это, «похоже, был единственный раз, когда Planet Stories перепечатывали чужой текст»[10].
3. ↑  Многие считают это произведение худшим для Азимова, хотя сам Азимов считал, что отчасти это связано со слабым названием, и что одна или две из его более ранних историй были слабее[16].